# 太平桥 (哈尔滨)
太平桥是哈尔滨市道外区的一座桥，位于东直路上，桥下是马家沟河。太平桥常用作附近地区的代名词，前太平区（已并入道外区）即以此命名。
太平桥始建于1908年，最初是简易的木桥，后经多次重修，是哈尔滨重要的交通节点。
于1960年，在原太平桥南约一百米修建新的水泥桥，名为“东风桥”或“东直桥”，连通东直路，跨越马家沟河。2000年以后，随着东直桥一带改造项目的实施，太平桥之名逐渐转移到东直桥上，其遂成为新的“太平桥”。